# 代姆斯費里 (喬治亞州)
代姆斯費里（英語：Dames Ferry）是位於美國喬治亞州門羅縣的一個非建制地區。該地的面積和人口皆未知。

## 地理
代姆斯費里的座標為33°01′19″N 83°43′30″W / 33.02194°N 83.72500°W，而該地的平均海拔高度為110米（即361英尺）。